# Sansinena
Sansinena es una localidad argentina del partido de Rivadavia, en la provincia de Buenos Aires.

## Población
Cuenta con 522 habitantes (Indec, 2010), lo que representa un incremento del 11% frente a los 468 habitantes (Indec, 2001) del censo anterior.
| Gráfica de evolución demográfica de Sansinena entre 1991 y 2010 |
|                                                                 |
| Fuente: Censos nacionales del INDEC                             |

## Antecedentes Históricos
Sus antecedentes entroncan con las colonias establecidas en la región con anterioridad a la aparición de la estación ferroviaria. Entre 1886 y 1889 los hermanos Jaenisch y Julio Gravius, de origen germano, se instalaron en "La Palatina". Hacia 1902 llegó de La Plata Alfredo Piccini y fundó en tierras de su propiedad una colonia con su nombre; con él llegan otros pobladores: Dionisio Bedoya, Juan y Pedrín Capa; Juan Rolleri en 1904 (que fue encargado de mensajería para el transporte de carga) y don José Marengo. Otras colonias fueron "Las Flores", con Tomás González Acuña como responsable, y "Ricardo Haedo" entre 1910 y 1912. 

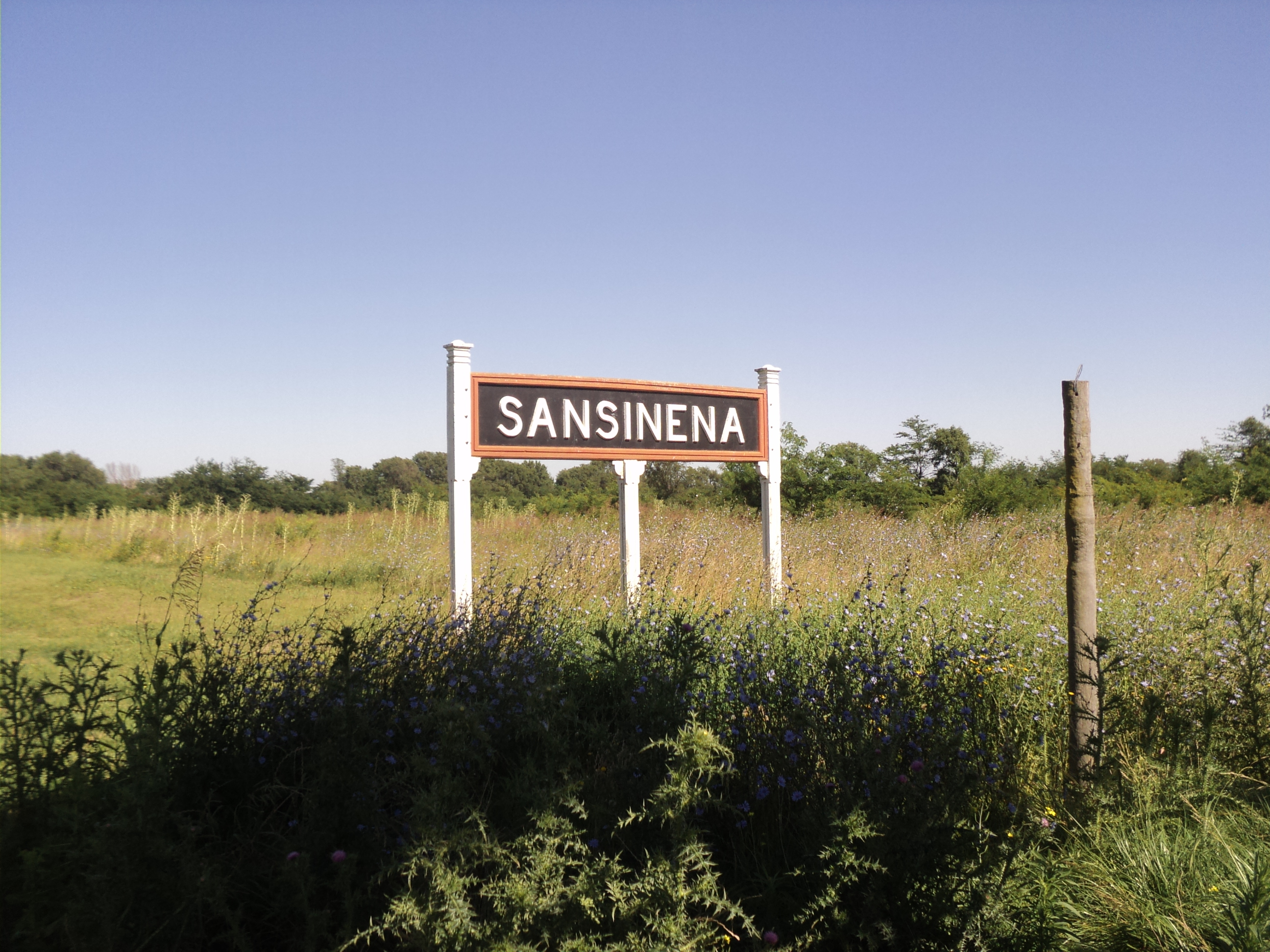
Cartel de la estación de tren de Sansinena

La población de Sansinena se erigió sobre las tierras que la sra. Agustina Luro de Sansinena vendió a la Compañía Tierras del Oeste y que se lotearon el 27 de marzo de 1909, fecha que se tomó como fundacional de la población, que quedó en jurisdicción de General Villegas hasta el 30 de septiembre de 1910, cuando pasó a Rivadavia al fundarse este nuevo partido. Los terrenos en los que se erigió la estación ferroviaria fueron donados por la Sra. de Sansinena a la empresa Ferrocarril Oeste. La inauguración se realizó el 15 de julio de 1909 y su primer jefe de estación fue el sr. Pedro Maliandi. En 1911 se estableció la delegación municipal y poco después el destacamento policial.
En 1913 abrió la escuela N.º 7 Mariano Moreno. El primer comercio, de ramos generales, perteneció a Jesús y Santiago Lado, y paulatinamente fueron abriendo otros en la medida en que la población comenzó a expandirse. El Centro Recreativo Sansinena se fundó el 30 de agosto de 1920 y dos años después nació otro club, el Sportivo Sansinena, que en 1940 pasó a llamarse Ferrocarril Oeste. El Sansinena Fútbol Club abrió el 12 de febrero de 1927. La sala de primeros auxilios lo hizo el 25 de marzo de 1961, la capilla "Sagrado Corazón" el 28 de noviembre de 1970 y el jardín de infantes N.º 904 Gabriela Mistral, el 6 de septiembre de 1972.
Según datos obtenidos de una Guía Comercial del Ferrocarril Oeste del año 1934 Sansinena poseía una población urbana de 1.500 habitantes y en la zona rural de 2200. Existían en ese momento 13 almacenes de ramos generales, depósitos de nafta, varias ferreterías, librerías, casas de pensión, hornos de ladrillos, 3 talleres mecánicos, herrerías y una fábrica de quesos que elaboraba diariamente 100 unidades. 
El 30 de agosto de 1920 se fundó el Centro Recreativo Sansinena y dos años después nació otro club, el Sportivo Sansinena, que en 1940 pasó a llamarse Ferrocarril Oeste. El 12 de febrero de 1927 comienza sus actividades el Sansinena Fútbol Club. En la actualidad, El Centro Recreativo y el Sansinena Fútbol desempeñan diversas actividades sociales y culturales para Sansinena y zona de influencia.
La Unidad Sanitaria "Doctor Raúl Goyeneche" fue inaugurada el 25 de marzo de 1961. El 28 de noviembre de 1970 se terminó de construir, con el esfuerzo de los pobladores, la capilla del Sagrado Corazón de Jesús.
El 6 de septiembre de 1972 inicia su labor el jardín de infantes 904 Gabriela Mistral. Este mismo año llegó la electricidad a Sansinena, hasta ese momento la luz se generaba con molinos de viento.
El Cuerpo de Bomberos Voluntarios se funda el 8 de noviembre de 1997 logrando, en su corta vida, construir el cuartel y contar con dos unidades (traslado y auto bomba).
Recién en el año 1999, los jóvenes de esta localidad comienzan a tener la posibilidad de completar en su pueblo los estudios secundarios, con la creación de la extensión de la escuela media José Manuel Estrada N.º 201 de América. Hasta ese momento solamente podían hacerlo aquellos estudiantes cuyas familias estaban en condiciones socioeconómicas de solventar los gastos que implicaba trasladarse a ciudades vecinas implicando a su vez el desarraigo a muy temprana edad. En el año 2009 se crea la escuela de educación secundaria N.º 4, con los seis años de educación secundaria obligatoria.